# Quanta gente
Quanta gente è un album del cantante italiano Pupo, pubblicato dall'etichetta discografica Baby Records nel 1986.
Il disco è prodotto dallo stesso Enzo Ghinazzi, che firma tutti i brani insieme ad altri autori, in particolare Enzo Malepasso, che partecipa in 8 occasioni su 9. Gli arrangiamenti sono curati da Dado Parisini e Steven Head.
In alcuni paesi (fra cui l'Italia) l'album è stato edito anche con il titolo La vita è molto di più. Le due edizioni presentano la stessa copertina e la stessa tracklist, ad eccezione della title track (questa volta del lato A, anziché del lato B) La vita è molto di più, per la quale è accreditato un duetto con la cantante Fiordaliso.

## Tracce

### Lato A
1. La vita è molto di più  - (cantata in coppia con Fiordaliso) – 3:15
2. Piccole poesie – 3:36
3. Forse ce la farai – 2:58
4. Sogno straniero – 4:02
5. Quando penso a te – 4:02

### Lato B
1. Quanta gente – 4:02
2. Settembre – 3:41
3. Mille passi di silenzio – 4:07
4. Non posso fare a meno di te – 3:11

## Formazione
- Pupo - voce
- Stephen Head - tastiera, percussioni, programmazione
- Riccardo Galardini - chitarra
- Dado Parisini - tastiera
- Ju - cori (in Forse ce la farai)
- Lalla Francia - cori (in Mille passi di silenzio)